# Sethlans
Sethlans, en la mitología etrusca, era un dios del fuego, de la fragua, la metalurgia y, por extensión, la artesanía en general. Es el equivalente, aunque sus nombres no compartan etimología, al griego Hefesto, el egipcio Ptah o el romano Vulcano.
Está considerado como uno de los dioses indígenas etruscos principales, después de la tríada divina etrusca compuesta por el dios supremo Tinia y las dos diosas Uni y Menrva. 

## Características
Dios patrón de los herreros, se le representa con sus herramientas, el martillo y las tenazas del herrero, así como con el píleo, un sombrero cónico o con el pétaso, el sombrero típico etrusco, como aparece en un espejo de Corchiano.
El hecho de que su nombre no aparezca en el bronce del hígado de Piacenza, cuyos diversos sectores se atribuyen a divinidades para la adivinación por el arúspice, parece una curiosa omisión. Se ha planteado la posibilidad de que el dios Velchans que aparece en la casilla 34 del objeto bajo la forma "lvsl/velch" sea un doble de Sethlans, aunque no existe ninguna prueba formal.

## Culto
Aunque no existen pruebas arqueológicas de un culto a Sethlans, dado que Populonia, cuya riqueza se basaba en la metalurgia, emitió monedas con una representación de esta divinidad, no es descartable que allí se le rindiera culto. También se considera que fuera adorado en Perugia.